# 博蒙莱索泰勒
博蒙莱索泰勒（法語：Beaumont-les-Autels，法語發音：[bomɔ̃ le.z‿otɛl]）是法国厄尔-卢瓦省的一个市镇，位于该省西部，属于诺让勒罗特鲁区。

## 地理
博蒙莱索泰勒（48°15'24"N, 0°57'33"E）面积20.98 平方千米，位于法国中央-卢瓦尔河谷大区厄尔-卢瓦省，该省份为法国北部内陆省份，北起顺时针与厄尔省、伊夫林省、埃松省、卢瓦雷省、卢瓦-谢尔省、萨尔特省和奧恩省接壤。
与博蒙莱索泰勒接壤的市镇（或旧市镇、城区）包括：维谢尔、沙博尼耶尔、欧通迪佩尔什。
博蒙莱索泰勒的时区为UTC+01:00、UTC+02:00（夏令时）。

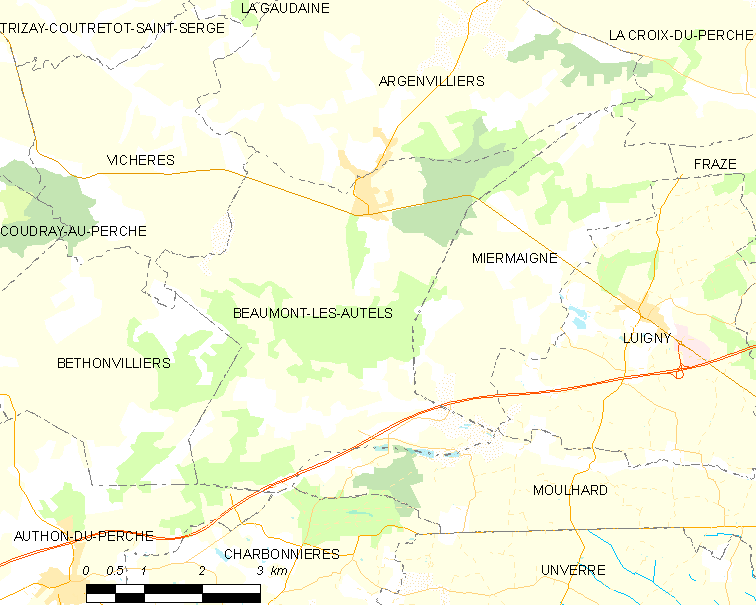
博蒙莱索泰勒的OSM定位图

## 行政
博蒙莱索泰勒的邮政编码为28480，INSEE市镇编码为28031。

## 政治
博蒙莱索泰勒所属的省级选区为布鲁县。

## 人口

1962-2008年间博蒙莱索泰勒人口变化图示

博蒙莱索泰勒于2022年1月1日时的人口数量为430人。